# Scooby-Gang (émission de télévision)
 (décembre 2013).
Si vous disposez d'ouvrages ou d'articles de référence ou si vous connaissez des sites web de qualité traitant du thème abordé ici, merci de compléter l'article en donnant les références utiles à sa vérifiabilité et en les liant à la section « Notes et références ».
Scooby-Gang (ou "Le Scooby-Gang") est une émission de télévision française pour la jeunesse diffusée le samedi matin du 10 janvier 2004 au 19 avril 2008 sur France 3. Présentée par les personnages principaux de la série Scooby-Doo au moyen d'extraits remontés et redoublés, elle comprenait notamment la diffusion d'épisodes des différentes saisons. Bien que l'émission soit arrêtée, les personnages principaux de la série Scooby-Doo peuvent toujours apparaître en tant que animateurs dans Quoi de neuf Bunny ?.

## Dessins Animés
- Droopy
- Les Fous du Volant
- Satanas et Diabolo
- Scooby-Doo : Agence Toutou Risques
- Quoi d'neuf Scooby-Doo ?
- Scooby-Doo, où est-tu ?
- Krypto le superchien
- Sammy et Scooby en folie
- Taz-Mania
- Tom et Jerry Tales